# 마리사 리비시
머리사 리비시(Marissa Ribisi, 1974년 12월 17일 ~ )는 미국의 배우, 각본가이다.
로스앤젤레스에서 태어났다.

## 출연 작품
- 21 이어스: 리차드 링클레이터 (2014년)
- 라이트필즈 홈 비디오스 (2006년)
- 돈스 플럼 (2001년)
- 어코딩 투 스펜서 (2001년) - 웬디 역
- 100 걸스 (2000년)
- 트루 크라임 (1999년)
- 프리 섹스 (1998년)
- 플레전트빌 (1998년) - 키미 역
- 체인징 하빗 (1997년)
- 로라 (1997년)
- 트레이시 테이크 온 (1996년)
- 캘리포니아 여자 (1996년)
- 키킹 앤 스크리밍 (1995년)
- 브래디 펀치 (1995년)
- 스쿨 걸 (1994년)
- 멍하고 혼돈스러운 (1993년)

### 텔레비전
- 펠리시티 (1998년)
- 프렌즈 (1994년)